# Cantone di Fabrezan
Il Cantone di Fabrezan è una divisione amministrativa dell'arrondissement di Carcassonne e dell'arrondissement di Narbonne.
È stato costituito a seguito della riforma approvata con decreto del 21 febbraio 2014, che ha avuto attuazione dopo le elezioni dipartimentali del 2015.

## Composizione
Comprende i 54 comuni di:
- Albas
- Albières
- Auriac
- Bouisse
- Boutenac
- Camplong-d'Aude
- Cascastel-des-Corbières
- Coustouge
- Cucugnan
- Davejean
- Dernacueillette
- Duilhac-sous-Peyrepertuse
- Durban-Corbières
- Embres-et-Castelmaure
- Fabrezan
- Félines-Termenès
- Ferrals-les-Corbières
- Fontcouverte
- Fontjoncouse
- Fraissé-des-Corbières
- Jonquières
- Lagrasse
- Lairière
- Lanet
- Laroque-de-Fa
- Luc-sur-Orbieu
- Maisons
- Massac
- Montgaillard
- Montjoi
- Montséret
- Mouthoumet
- Padern
- Palairac
- Paziols
- Quintillan
- Ribaute
- Rouffiac-des-Corbières
- Saint-André-de-Roquelongue
- Saint-Jean-de-Barrou
- Saint-Laurent-de-la-Cabrerisse
- Saint-Martin-des-Puits
- Saint-Pierre-des-Champs
- Salza
- Soulatgé
- Talairan
- Termes
- Thézan-des-Corbières
- Tournissan
- Tuchan
- Vignevieille
- Villeneuve-les-Corbières
- Villerouge-Termenès
- Villesèque-des-Corbières